# Даниели, Отто
Отта́вио «О́тто» Дание́ли (нем. Ottavio "Otto" Danieli) — швейцарский кёрлингист и тренер по кёрлингу. Чемпион мира среди мужчин 1975 года, чемпион Швейцарии среди мужчин 1975 года.
Играл на позиции четвёртого. Был скипом своей команды.

## Достижения
- Чемпионат мира по кёрлингу среди мужчин: золото (1975).
- Чемпионат Швейцарии по кёрлингу среди мужчин: золото (1975).[3]

## Команды
| Сезон   | Четвёртый    | Третий         | Второй      | Первый    | Турниры            |
| ------- | ------------ | -------------- | ----------- | --------- | ------------------ |
| 1974—75 | Отто Даниели | Роланд Шнайдер | Рольф Гаучи | Ули Мюлли | ЧШМ 1975 · ЧМ 1975 |

(скипы выделены полужирным шрифтом)

## Результаты как тренера национальных сборных
| Год  | Турнир                                       | Сборная            | Место |
| ---- | -------------------------------------------- | ------------------ | ----- |
| 1982 | Чемпионат мира по кёрлингу среди мужчин 1982 | Германия (мужчины) | 3     |
| 1986 | Чемпионат мира по кёрлингу среди мужчин 1986 | Германия (мужчины) | 9     |
| 1995 | Чемпионат Европы по кёрлингу 1995            | Италия (мужчины)   | 4     |
| 1996 | Чемпионат Европы по кёрлингу 1996            | Италия (мужчины)   | 10    |
| 1997 | Чемпионат Европы по кёрлингу 1997            | Италия (мужчины)   | 13    |
| 1998 | Чемпионат Европы по кёрлингу 1998            | Италия (мужчины)   | 15    |